# Estrat basal

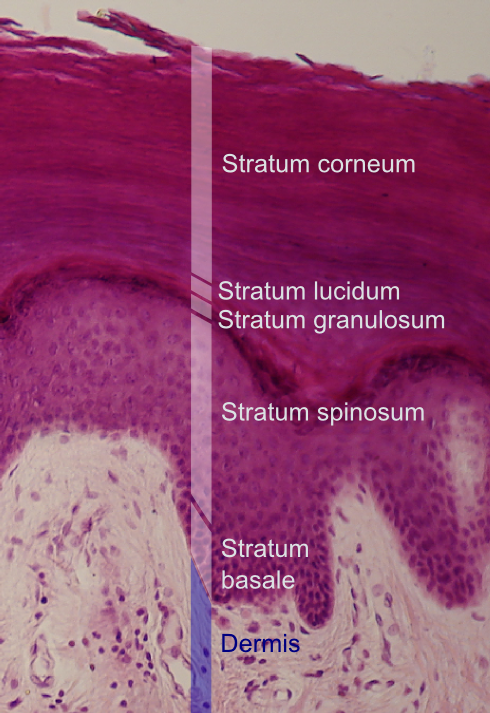
Imatge histològica que mostra una secció de l'epidermis. La capa basal etiquetada (com Stratum basale) prop de la part inferior

L'estrat basal (o capa basal, de vegades anomenat estrat germinatiu) és la capa més profunda de les cinc capes de l'epidermis, la coberta externa de la pell dels mamífers.
L'estrat basal és una única capa de cèl·lules basals columnars o cuboïdals. Les cèl·lules s'uneixen entre si i a les cèl·lules de l'estrat espinós superior mitjançant desmosomes i hemidesmosomes. El nucli és gran, ovoide i ocupa la major part de la cèl·lula. Algunes cèl·lules basals poden actuar com a cèl·lules mare amb la capacitat de dividir-se i produir noves cèl·lules, i de vegades s'anomenen cèl·lules mare de queratinòcits basals. Altres serveixen per ancorar l'epidermis a la pell glabra (sense pèl) i l'epidermis hiperproliferativa (d'una malaltia de la pell).
Es divideixen per formar els queratinòcits de l'estrat espinós, que migren superficialment. Altres tipus de cèl·lules que es troben a l'estrat basal són els melanòcits (cèl·lules productores de pigments) i les cèl·lules de Merkel (receptors tàctils).